# (300031) 2006 UC107
(300031) 2006 UC107 es un asteroide perteneciente al cinturón de asteroides, descubierto el 18 de octubre de 2006 por el equipo del Spacewatch desde el Observatorio Nacional de Kitt Peak, Arizona, Estados Unidos.

## Designación y nombre
Designado provisionalmente como 2006 UC107.

## Características orbitales
2006 UC107 está situado a una distancia media del Sol de 3,110 ua, pudiendo alejarse hasta 3,664 ua y acercarse hasta 2,555 ua. Su excentricidad es 0,178 y la inclinación orbital 2,652 grados. Emplea 2003,54 días en completar una órbita alrededor del Sol.

## Características físicas
La magnitud absoluta de 2006 UC107 es 16,6.